# Am Echad
Am Echad (hebr.: עם אחד, „Jeden Naród”) – socjalistyczne ugrupowanie w Izraelu, istniejące w latach 1999−2004.
W 2004 połączyło się z Partią Pracy. Jego przewodniczącym był Amir Perec, prezes federacji związków zawodowych Histadrut, późniejszy lider Partii Pracy od listopada 2005.